# A Lamusi
A Lamusi (en chino: 阿拉木斯; 2 de junio de 1989) es un deportista chino que compitió en judo. Ganó una medalla de bronce en los Juegos Asiáticos de 2010 y una medalla de bronce en el Campeonato Asiático de Judo de 2012.

## Palmarés internacional
| Juegos Asiáticos    | Juegos Asiáticos     | Juegos Asiáticos  | Juegos Asiáticos |
| Año                 | Lugar                | Medalla           | Categoría        |
| ------------------- | -------------------- | ----------------- | ---------------- |
| 2010                | Cantón (China)       | Medalla de bronce | –60 kg           |
| Campeonato Asiático |                      |                   |                  |
| Año                 | Lugar                | Medalla           | Categoría        |
| 2012                | Taskent (Uzbekistán) | Medalla de bronce | –60 kg           |